# كيت مكدونالد
كيت مكدونالد (بالإنجليزية: Kate McDonald)‏ هي لاعب كرة مضرب أسترالية، ولدت في 21 مارس 1970.

## وصلات خارجية
- كيت مكدونالد على موقع رابطة محترفات التنس (الإنجليزية)
- كيت مكدونالد على موقع الاتحاد الدولي لكرة المضرب (الإنجليزية)
- كيت مكدونالد على موقع خلاصة التنس.كوم (الإنجليزية)